# 查尔斯·巴格比
查尔斯·巴格比（英語：Charles Bugbee，1887年8月29日—1959年10月18日），英国男子水球运动员。他曾代表英国参加1912年、1920年和1924年夏季奥林匹克运动会水球比赛，获得二枚金牌。